# Live & Kickin
Live & Kickin från 1988 är ett livealbum Nina Simone inspelat under Theatre Tour i USA 1985.

## Låtlista
Sångerna är skrivna av Nina Simone om inget annat anges.
1. Pirate Jenny (Kurt Weill/Bertolt Brecht/Marc Blitzstein) – 4:53
2. For a While (Jake Holmes/Bob Gaudio) – 5:43
3. You Took My Teeth – 1:08
4. I Want a Little Suger in My Bowl – 3:38
5. Backlash Blues (Langston Hughes/Nina Simone) – 3:18
6. Do What You Gotta Do (Jimmy Webb) – 4:08
7. Mississippi Goddam – 4:50
8. See Line Woman (George Bass) – 5:27
9. The Other Woman (Jessie Mae Robinson) – 4:15
10. I Loves You, Porgy (George Gershwin/Ira Gershwin/DuBose Heyward) – 5:00
11. Four Women – 4:51
12. I Sing Just to Know That I Am Alive – 3:45
13. My Baby Just Cares for Me (Walter Donaldson/Gus Kahn) – 4:36

## Musiker
- Nina Simone – sång, piano
- Al Schackman – gitarr
- Cornell McFadden – trummor
- Leopoldo Fleming – slagverk